# Dab (điệu nhảy)

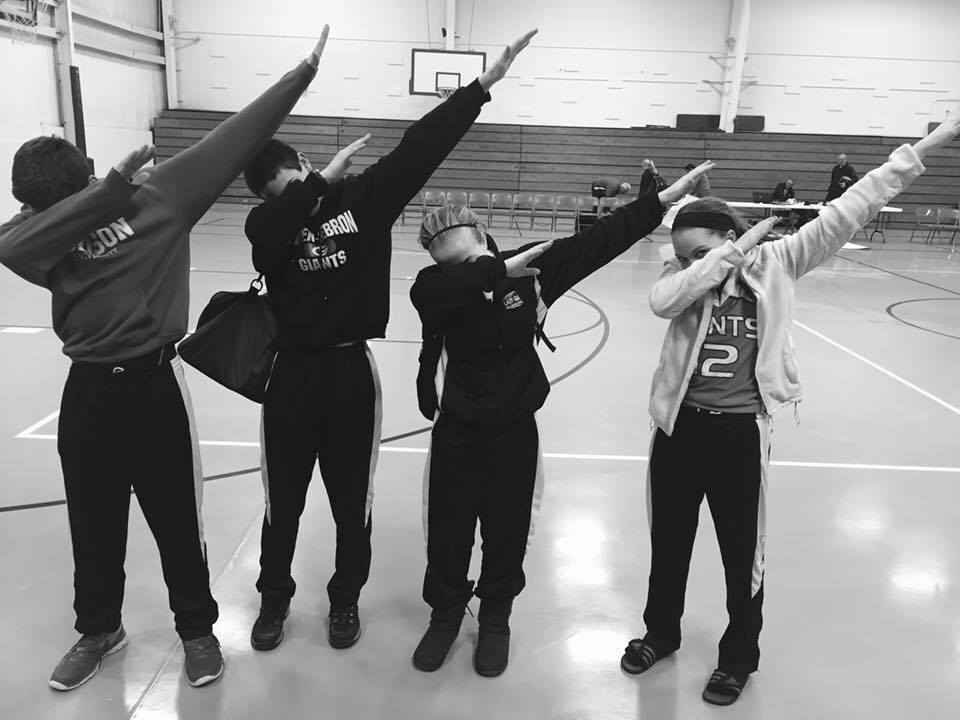
Một nhóm thiếu niên thực hiện điệu dab.

Dab là một điệu nhảy đơn giản mà trong đó người nhảy thực hiện việc cúi đầu xuống một khuỷu tay đang gập và đồng thời giơ cánh tay còn lại lên giống như đang hắt hơi vào khuỷu tay. Kể từ năm 2015, dab được sử dụng như một cách ăn mừng thể hiện chiến thắng hay sự vui vẻ, đồng thời cũng là một hiện tượng văn hóa thanh thiếu niên tại Mỹ và trên Internet.

## Nguồn gốc

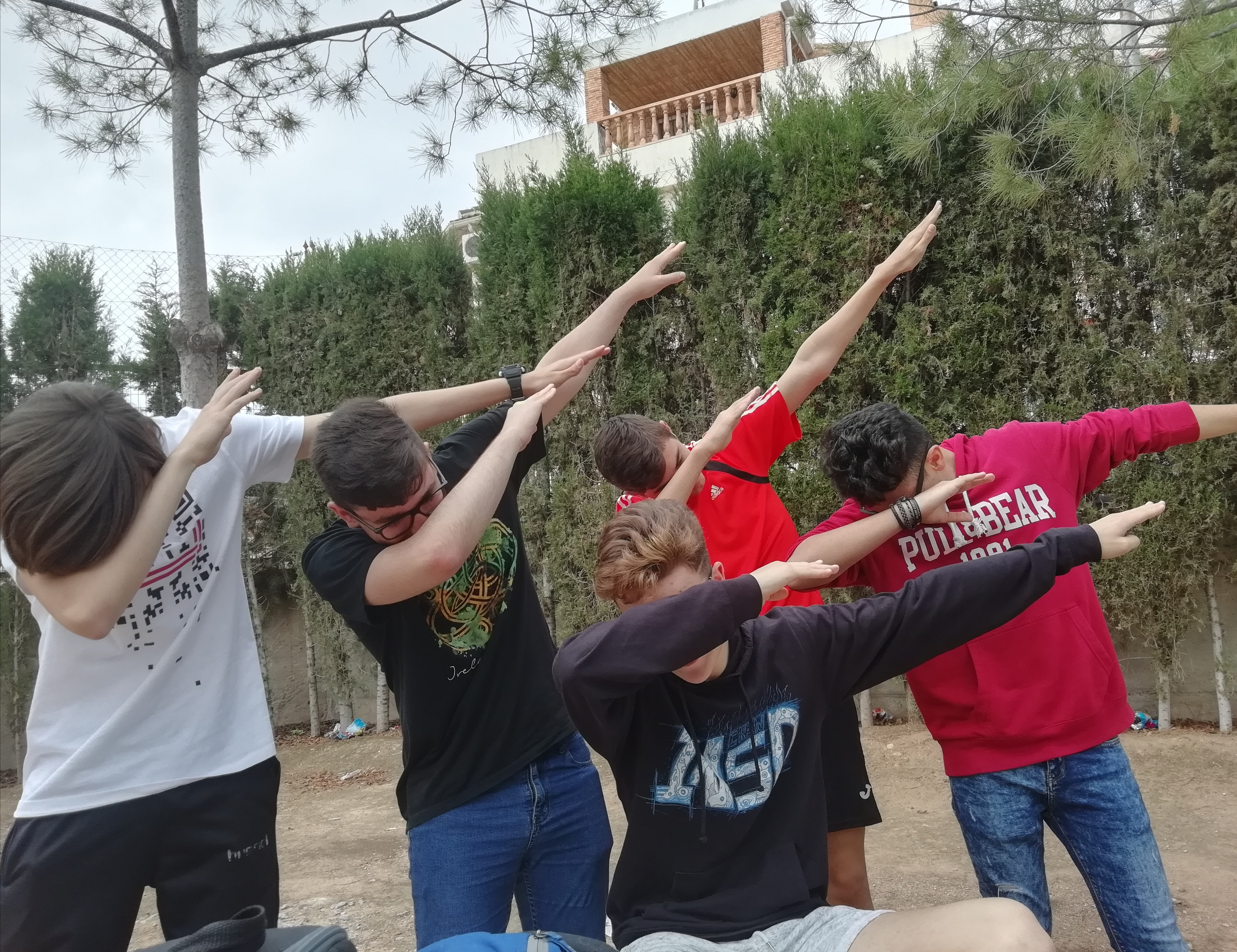
Điệu nhảy dab rất phổ biến với mọi người